# Machimus chinensis
Machimus chinensis är en tvåvingeart som beskrevs av Ricardo 1919. Machimus chinensis ingår i släktet Machimus och familjen rovflugor. Inga underarter finns listade i Catalogue of Life.